# 1. česká hokejová liga 2001/2002
1. česká hokejová liga 2001/2002 byla 9. ročníkem druhé nejvyšší české hokejové soutěže.

## Fakta
- 9. ročník samostatné druhé nejvyšší české hokejové soutěže
- V prolínací extraligové kvalifikaci Bílí Tygři Liberec proti HC Vagnerplast Kladno (poslední tým extraligy) uspěli - zvítězili 4:1 na zápasy a postoupili do dalšího ročníku extraligy, zatímco Kladno sestoupilo.
- V prolínací baráži o 1. hokejovou ligu se udržel tým IHC Písek. HC Kometa Brno neuspěla a sestoupila do dalšího ročníku 2. ligy. Do 1. ligy postoupil HC Mladá Boleslav.
- Na začátku roku 2002 odkoupil od HC Šumperští Draci prvoligovou licenci HC Hradec Králové, který dohrál pod názvem HK Mladí Draci Šumperk.
- Po skončení ročníku HC Senators Rosice prodaly svoji prvoligovou licenci týmu HC Žďár nad Sázavou. HC Ytong Brno se přejmenoval na HC Hvězda Brno.

### Systém soutěže
Všech 14 týmů se nejprve utkalo v základní části dvoukolově každý s každým a následně všechny sudé týmy se všemi lichými týmy doma a venku. Osm nejlepších týmů postoupilo do play-off, které se hrálo na 3 vítězné zápasy (čtvrtfinále na 4 vítězné). Vítěz finále play off postoupil do baráže o extraligu s nejhorším extraligovým celkem.
Týmy, které skončily na 11. až 14. místě, hrály dvoukolově o udržení. Do skupiny o udržení se započítávaly všechny výsledky ze základní části. Nejhorší dva celky této skupiny musely svoji prvoligovou příslušnost hájit v pětičlenné baráži o první ligu, do které postoupily nejlepší tři týmy play off 2. ligy.

## Základní část

### Konečná tabulka
| Vysvětlivka                   |
| ----------------------------- |
| Postup do čtvrtfinále playoff |
| Sezóna pro daný tým skončila  |
| Účastník play out             |

| Poř. | Tým                      | Z  | V  | VP | R | PP | P  | Skóre   | B  |
| ---- | ------------------------ | -- | -- | -- | - | -- | -- | ------- | -- |
| 1    | Bílí Tygři Liberec       | 40 | 27 | 3  | 5 | 1  | 4  | 167:80  | 93 |
| 2    | SK Horácká Slavia Třebíč | 40 | 23 | 1  | 4 | 4  | 8  | 139:82  | 79 |
| 3    | HC Dukla Jihlava         | 40 | 23 | 1  | 1 | 1  | 14 | 122:95  | 73 |
| 4    | KLH Chomutov             | 40 | 20 | 3  | 3 | 2  | 12 | 131:102 | 71 |
| 5    | HC Prostějov             | 40 | 22 | 0  | 2 | 2  | 14 | 131:98  | 70 |
| 6    | HC Slovan Ústí nad Labem | 40 | 18 | 1  | 3 | 1  | 17 | 110:100 | 60 |
| 7    | HC Slezan Opava          | 40 | 14 | 5  | 5 | 2  | 14 | 131:128 | 58 |
| 8    | SK Kadaň                 | 40 | 16 | 1  | 5 | 2  | 16 | 95:92   | 57 |
| 9    | HC Berounští Medvědi     | 40 | 16 | 1  | 2 | 2  | 19 | 118:130 | 54 |
| 10   | HC Senators Rosice       | 40 | 15 | 1  | 5 | 1  | 18 | 124:118 | 53 |
| 11   | HC Ytong Brno            | 40 | 15 | 1  | 3 | 1  | 20 | 121:138 | 51 |
| 12   | IHC Písek                | 40 | 11 | 3  | 3 | 1  | 22 | 97:141  | 43 |
| 13   | HK Mladí Draci Šumperk   | 40 | 10 | 3  | 3 | 3  | 21 | 100:146 | 42 |
| 14   | HC Kometa Brno           | 40 | 1  | 1  | 4 | 2  | 32 | 72:208  | 11 |

### Hráčské statistiky základní části

#### Kanadské bodování
Toto je konečné pořadí hráčů podle dosažených bodů. Za jeden vstřelený gól nebo přihrávku na gól hráč získal jeden bod.
| Poř. | Hráč                | Tým                      | Z  | G  | A  | B  | TM  | +/- |
| ---- | ------------------- | ------------------------ | -- | -- | -- | -- | --- | --- |
| 1.   | Mojmír Musil        | Bílí Tygři Liberec       | 38 | 31 | 23 | 54 | 68  | 24  |
| 2.   | Vítězslav Jankových | Bílí Tygři Liberec       | 36 | 23 | 30 | 53 | 115 | 25  |
| 3.   | Kamil Koláček       | KLH Chomutov             | 39 | 19 | 28 | 47 | 8   | 17  |
| 4.   | Petr Kaňkovský      | HC Dukla Jihlava         | 40 | 20 | 25 | 45 | 67  | 15  |
| 5.   | Patrik Rozsíval     | Bílí Tygři Liberec       | 38 | 13 | 30 | 43 | 75  | 24  |
| 6.   | Martin Čech         | HC Ytong Brno            | 40 | 25 | 16 | 41 | 40  | 5   |
| 7.   | Roman Erat          | SK Horácká Slavia Třebíč | 40 | 15 | 25 | 40 | 57  | 17  |
| 8.   | Michal Černý        | HC Prostějov             | 40 | 17 | 22 | 39 | 38  | 15  |
| 9.   | Pavel Šebesta       | HC Slezan Opava          | 39 | 17 | 19 | 36 | 48  | 10  |
| 10.  | Tomáš Sýkora        | HC Prostějov             | 37 | 15 | 19 | 34 | 40  | 8   |

#### Hodnocení brankářů
Toto je konečné pořadí nejlepších deset brankářů.
| Poř. | Hráč             | Tým                      | Z  | MIN  | OG | PZ   | PS   | POG  | Úsp%  |
| ---- | ---------------- | ------------------------ | -- | ---- | -- | ---- | ---- | ---- | ----- |
| 1.   | Pavel Maláč      | HC Prostějov             | 30 | 1711 | 53 | 868  | 921  | 1.86 | 94.25 |
| 2.   | Jiří Zikmund     | HC Slovan Ústí nad Labem | 20 | 1205 | 39 | 547  | 586  | 1.94 | 93.34 |
| 3.   | Pavel Falta      | Bílí Tygři Liberec       | 15 | 886  | 28 | 390  | 418  | 1.90 | 93.30 |
| 4.   | Roman Šlupina    | SK Kadaň                 | 39 | 2334 | 88 | 1222 | 1310 | 2.26 | 93.28 |
| 5.   | Kamil Jarina     | KLH Chomutov             | 26 | 1523 | 57 | 762  | 819  | 2.25 | 93.04 |
| 6.   | Jan Koťátko      | Bílí Tygři Liberec       | 17 | 1030 | 30 | 368  | 398  | 1.75 | 92.46 |
| 7.   | Zdeněk Kučírek   | SK Horácká Slavia Třebíč | 22 | 1211 | 39 | 478  | 517  | 1.93 | 92.46 |
| 8.   | Stanislav Neruda | SK Horácká Slavia Třebíč | 22 | 1218 | 40 | 455  | 495  | 1.97 | 91.92 |
| 9.   | Petr Hrachovina  | HC Senators Rosice       | 27 | 1490 | 72 | 814  | 886  | 2.90 | 91.87 |
| 10.  | Lukáš Sáblík     | HC Dukla Jihlava         | 35 | 2060 | 86 | 944  | 1030 | 2.50 | 91.65 |

## Vyřazovací boje
|  | Čtvrtfinále              | Čtvrtfinále      |                          |   | Semifinále | Semifinále |  |  | Finále | Finále |
|  |                          |                  |                          |   |            |            |  |  |        |        |
|  |                          |                  |                          |   |            |            |  |  |        |        |
|  | Bílí Tygři Liberec       | 4                |                          |   |            |            |  |  |        |        |
|  | Bílí Tygři Liberec       | 4                |                          |   |            |            |  |  |        |        |
|  | SK Kadaň                 | 1                |                          |   |            |            |  |  |        |        |
|  | SK Kadaň                 | 1                | Bílí Tygři Liberec       | 3 |            |            |  |  |        |        |
|  |                          |                  | Bílí Tygři Liberec       | 3 |            |            |  |  |        |        |
|  |                          | KLH Chomutov     | 0                        |   |            |            |  |  |        |        |
|  | SK Horácká Slavia Třebíč | KLH Chomutov     | 0                        | 4 |            |            |  |  |        |        |
|  | SK Horácká Slavia Třebíč |                  |                          | 4 |            |            |  |  |        |        |
|  | HC Slezan Opava          | 1                |                          |   |            |            |  |  |        |        |
|  | HC Slezan Opava          | 1                | Bílí Tygři Liberec       | 3 |            |            |  |  |        |        |
|  |                          |                  | Bílí Tygři Liberec       | 3 |            |            |  |  |        |        |
|  |                          | HC Dukla Jihlava | 1                        |   |            |            |  |  |        |        |
|  | HC Dukla Jihlava         | HC Dukla Jihlava | 1                        | 4 |            |            |  |  |        |        |
|  | HC Dukla Jihlava         |                  |                          | 4 |            |            |  |  |        |        |
|  | HC Slovan Ústí nad Labem | 2                |                          |   |            |            |  |  |        |        |
|  | HC Slovan Ústí nad Labem | 2                | SK Horácká Slavia Třebíč | 0 |            |            |  |  |        |        |
|  |                          |                  | SK Horácká Slavia Třebíč | 0 |            |            |  |  |        |        |
|  |                          | HC Dukla Jihlava | 3                        |   |            |            |  |  |        |        |
|  | KLH Chomutov             | HC Dukla Jihlava | 3                        | 4 |            |            |  |  |        |        |
|  | KLH Chomutov             |                  |                          | 4 |            |            |  |  |        |        |
|  | HC Prostějov             | 2                |                          |   |            |            |  |  |        |        |
|  | HC Prostějov             | 2                |                          |   |            |            |  |  |        |        |

## Čtvrtfinále
- Bílí Tygři Liberec - SK Kadaň 4:1 (6:3, 4:3, 2:6, 3:1:, 3:0)
- SK Horácká Slavia Třebíč - HC Slezan Opava 4:1 (3:1, 6:1, 1:3, 3:2, 4:3)
- HC Dukla Jihlava - HC Slovan Ústí nad Labem 4:2 (4:1, 2:4, 2:3, 3:1, 2:1 P, 3:2)
- KLH Chomutov - HC Prostějov 4:2 (1:4, 4:5 SN, 2:0, 2:1 P, 6:3, 2:1)

## Semifinále
- Bílí Tygři Liberec - KLH Chomutov 3:0 (8:1, 8:1, 4:2)
- SK Horácká Slavia Třebíč - HC Dukla Jihlava 0:3 (3:4, 1:3, 2:5)

## Finále
- Bílí Tygři Liberec - HC Dukla Jihlava 3:1 (2:1, 2:3 P, 2:1, 3:2)

Liberec postoupil do baráže o extraligu, ve které narazil na tým HC Vagnerplast Kladno. V baráži zvítězil 4:1 na zápasy, a tak postoupil do dalšího ročníku extraligy, zatímco Kladno sestoupilo.

## Skupina o udržení
| Poř. | Tým                    | Z  | V  | VP | R | PP | P  | Skóre   | B  |
| ---- | ---------------------- | -- | -- | -- | - | -- | -- | ------- | -- |
| 11   | HC Ytong Brno          | 46 | 18 | 1  | 3 | 2  | 22 | 148:164 | 61 |
| 12   | HK Mladí Draci Šumperk | 46 | 14 | 4  | 3 | 3  | 22 | 127:156 | 56 |
| 13   | IHC Písek              | 46 | 15 | 3  | 3 | 1  | 24 | 122:157 | 55 |
| 14   | HC Kometa Brno         | 46 | 1  | 1  | 4 | 2  | 38 | 84:247  | 11 |

- Do skupiny o udržení se započítávaly i všechny výsledky ze základní části.
- Týmy Písku a Komety Brno musely svoji prvoligovou příslušnost hájit v baráži.

## Baráž o 1. ligu
| Poř. | Tým               | Z | V | VP | R | PP | P | Skóre | B  |
| ---- | ----------------- | - | - | -- | - | -- | - | ----- | -- |
| 1    | HC Mladá Boleslav | 8 | 6 | 0  | 2 | 0  | 0 | 36:12 | 20 |
| 2    | IHC Písek         | 8 | 6 | 0  | 1 | 0  | 1 | 36:15 | 19 |
| 3    | HC Orlová         | 7 | 2 | 0  | 1 | 1  | 3 | 27:33 | 8  |
| 4    | HC Kometa Brno    | 7 | 1 | 1  | 0 | 0  | 5 | 18:34 | 5  |
| 5    | SK HC Baník Most  | 8 | 1 | 0  | 0 | 0  | 7 | 21:44 | 3  |

Vzhledem k tomu, že již bylo o postupujících rozhodnuto, tak se zbývající utkání mezi Orlovou a Kometou Brno nehrálo.
Tým IHC Písek se udržel. HC Kometa Brno sestoupila do dalšího ročníku 2. ligy. Do 1. ligy postoupil HC Mladá Boleslav.